# Слобідка (Богодухівський район)
Слобі́дка — село в Україні, у Краснокутському районі Харківської області. Населення становить 493 осіб. До 2020 орган місцевого самоврядування — Рябоконівська сільська рада.

## Географія
Село Слобідка знаходиться на річці Грузька, вище за течією примикає до смт Костянтинівка, через 3 км річка впадає в річку Мерла. До села примикають лісові масиви.

## Історія
За даними на 1864 рік у власницькому селі Слобідка Нижча Богодухівського повіту Харківської губернії мешкало 768 осіб (347 чоловіків та 421 жінка), налічувалось 52 дворових господарств, існували селітряний і цегельний заводи.
Станом на 1885 рік у колишньому власницькому селі Костянтинівської волості, мешкало 724 особи, налічувалось 135 дворових господарств.
За переписом 1897 року кількість мешканців зросла до 1125 осіб (553 чоловічої статі та 572 — жіночої), з яких всі — православної віри.
Під час організованого радянською владою Голодомору 1932—1933 років померло щонайменше 228 жителів села.
12 червня 2020 року, розпорядженням Кабінету Міністрів України № 725-р «Про визначення адміністративних центрів та затвердження територій територіальних громад Харківської області», увійшло до складу Краснокутської селищної громади.
19 липня 2020 року, в результаті адміністративно-територіальної реформи та ліквідації Краснокутського району, село увійшло до складу Богодухівського району.